# Carriers at War II
Carriers at War II — морська покрокова стратегія від компанії Strategic Studies Group. Сюжет описує військово-морські битви з 1936 по 1946 року. Гра полягає в управлінні флотом обраної сторони, включаючи кораблі і авіацію. За допомогою авіації можна розвідувати території і атакувати супротивника на відстані. У грі немає повноцінної кампанії, але є безліч сценаріїв, що являють собою реальні битви Другої світової війни.
Гра є сиквелом класичної морської стратегії 1984 року від SSG Carriers at War.